# 羅一秀
羅 一秀（ら いっしゅう、1889年10月20日 - 1910年2月11日）は、毛沢東の一番最初の妻。漢民族。

## 略歴
湖南省韶山市出身。1907年に4歳年下の毛沢東と結婚。婚約当時、羅は18歳だったのに対し、毛沢東は13歳だった。しかし親に押し付けられた結婚であり、一度も二人が同居することはなかった。毛は結婚式には出席したが、結婚後すぐに故郷を離れて留学し、その後も羅と一緒に住むことはなかった。羅は毛沢東の両親と2年ほど暮らしたが、1910年に赤痢で亡くなった。20歳没。
この経験から毛沢東は女性の権利を支持するようになり、見合い結婚には批判的になったという。